# Борисовець Валентин Павлович

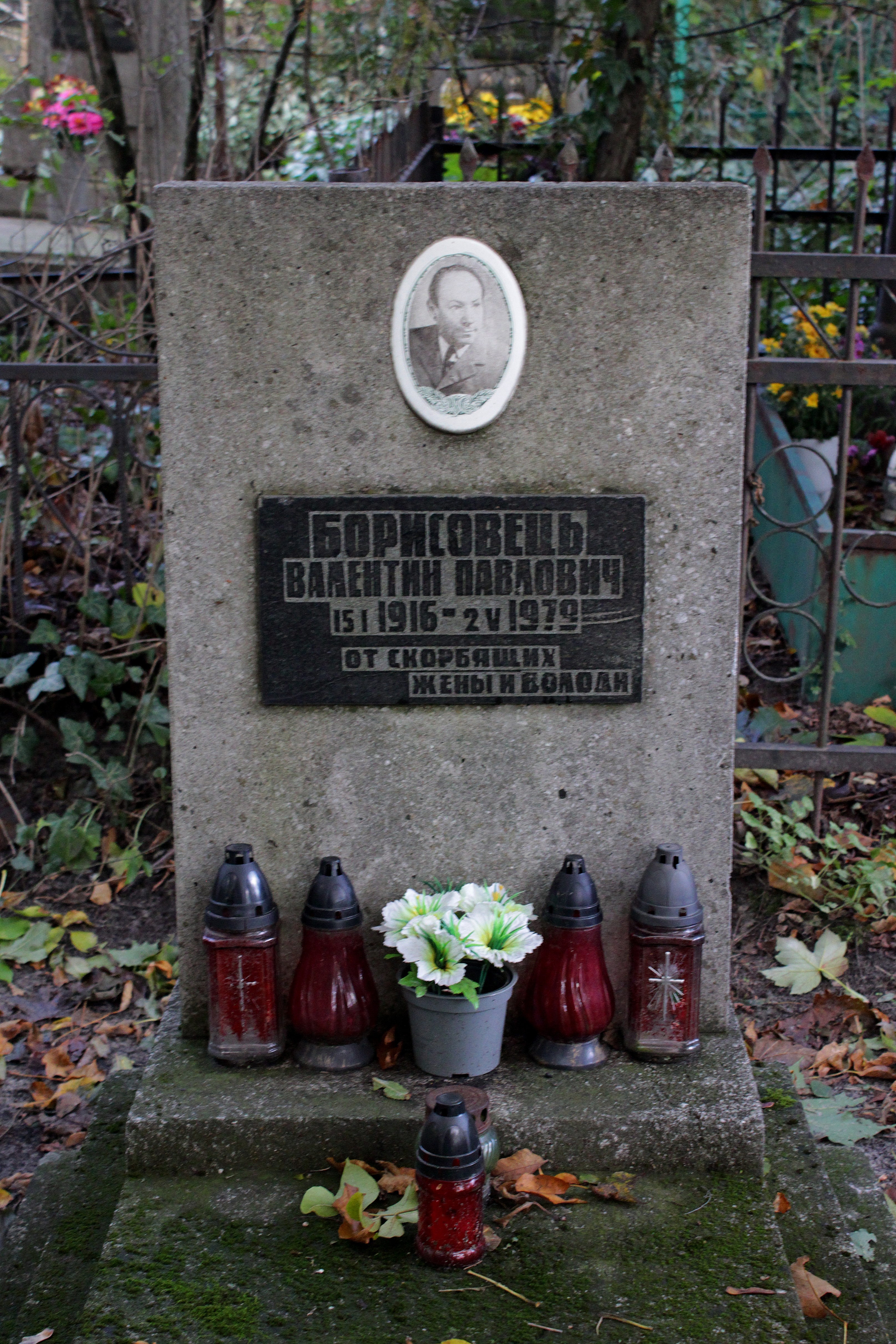

Валенти́н Па́влович Борисове́ць (нар. 15 січня 1910, Владивосток — пом. 2 травня 1979, Львів) — український радянський театральний художник; член Спілки радянських художників України.

## Біографія
Народився 2 [15] січня 1910 року в місті Владивостоці (нині Приморський край, Росія). Упродовж 1925—1927 років навчався на живописному відділі Художньо-індустріальної профшколи в Києві; у 1927—1931 роках — на театральному та кінодекораційному фаультеті Київського художнього інституту (майстерня Костянтина Єлеви).
З 1931 року працював художником-постановником в Київському театрі опери та балету. Одночасно оформляв вистави, переважно сучасної та російської і української класичної драматургії, у київських театрах Червоної армії, імені Івана Франка, теастудії, юного глядача, музичної комедії, а також у театрах Дніпропетровська, Житомира, Полтави.
У 1935—1937 роках працював головним художником єврейського та польського театрів у Києві; у 1939—1941 роках — художником у Львівському драматичному театрі імені Лесі Українки; у 1941–1942 роках — Казахському театрі опери та балету; у 1942 році — у Київському театрі музичної комедії в Алма-Аті; у 1942–1944 роках — у Житомирському драматичному театрі імені Миколи Щорса в Сталінабаді; у 1944–1957 роках — у Львівському драматичному театрі імені Марії Заньковецької. Протягом 1956–1957 років був членом художньої ради Львівської організаціїції Спілки радянських художників України.
У 1957–1958 роках знову працював у Запорізькому драматичному театрі імені Миколи Щорса вже у Запоріжжі; у 1958–1960 роках — у Дніпропетровському драматичному театрі імені Тараса Шевченка; з 1960 року — знову у Львівському драматичному театрі імені Марії Заньковецької. Протягом 1964–1966 років був членом Львівського обласного відділу культури.
Жив у Львові, в будинку на вулиці Київській, № 40, квартира 1. Помер у Львові 2 травня 1979 року.
Похований на 63 полі Янівського цвинтаря.

## Творчість
Працював у галузі театрально-декораційного мистецтва. Оформив понад 100 вистав різних жанрів, зокрема:
- «Есмеральда» Чезаро Пуньї (1930);
- «Севільський цирульник» Джоаккіно Россіні (1931);
- «Лебедине озеро» Петра Чайковського (1932);
- «Ференджі» Бориса Яновського (1932);
- «Дорога квітів» Валентина Катаєва (1934);
- «Професор Мамлок» Фрідріха Вольфа (1935);
- «Продавець птахів» Карла Целлера (1935);
- «За двома зайцями» Михайла Старицького (1936);
- «Вій» за Миколою Гоголем (1936);
- «Суєта» Івана Карпенка-Карого (1937);
- «Борис Годунов» Олександра Пушкіна (1937);
- «Чужа дитина» Василя Шкваркіна (1939);
- «Тев'є-молочар» Шолом-Алейхема (1939);
- «Доки сонце зійде, роса очі виїсть» Марка Кропивницького (1940);
- «Інтервенція» Лева Славіна (1940);
- «В степах України» Олекчандра Корнійчука (1940);
- «Скупий» Мольєра (1941);
- «Наталка Полтавка» Миколи Лисенка  (1942);
- «Принцеса цирку» Імре Кальмана  (1942);
- «Сорочинський ярмарок» Модеста Мусоргського (1943);
- «Украдене щастя» Івана Франка (1943);
- «Гроза» Олександра Островського (1946);
- «Життя в цвіту» Олександра Довженка (1947);
- «Пізня любов» Олександра Островського (1948);
- «Навіки разом» Любомира Дмитерка (1949);
- «На Велику землю» Антона Хижняка (1949);
- «Борислав сміється» за Іваном Франком (1951);
- «Дніпровські зорі» Якова Баша (1951);
- «Молода гвардія» Юлія Мейтуса (1953);
- «Мачуха» Оноре де Бальзака (1955);
- «Оптимістична трагедія» Всеволода Вишневського (1957);
- «Кам'яне гніздо» Гелли Вуолійокі (1957);
- «Любов сильних» Петра Ребра (1958);
- «Тайфун» Цао Юя (1958);
- «Барабанщиця» Афанасія Салинського (1959);
- «Нерівний шлюб» Віктора Розова (1960);
- «Не судилось» Михайла Старицького (1961)
- «Під золотим орлом» Ярослава Галана (1962);
- «Третя патетична» Миколи Погодіна (1963);
- «На зламі ночі» Романа Іваничука, Бориса Антківа (1964);
- «Гроза над Гаваями» Олександра Левади (1964);
- «Перший день свободи» Леона Кручковського (1965).
- «Блакитна троянда» Лесі Українки (1969);
- «Більшовики» Михайла Шатрова (1969);
- «А зорі тут тихі» за Борисом Васильєвим (1971);
- «Богдан Хмельницький» Олександра Корнійчука (1979).

## Відзнаки
- Сталінська премія за 1950 рік (за оформленя вистави «На велику землю»);
- Заслужений діяч мистецтв УРСР з 1957 року;
- Нагороджений орденами Трудового Червоного Прапора, «Знак Пошани» та медалями.